# St. Michael (Edelstetten)

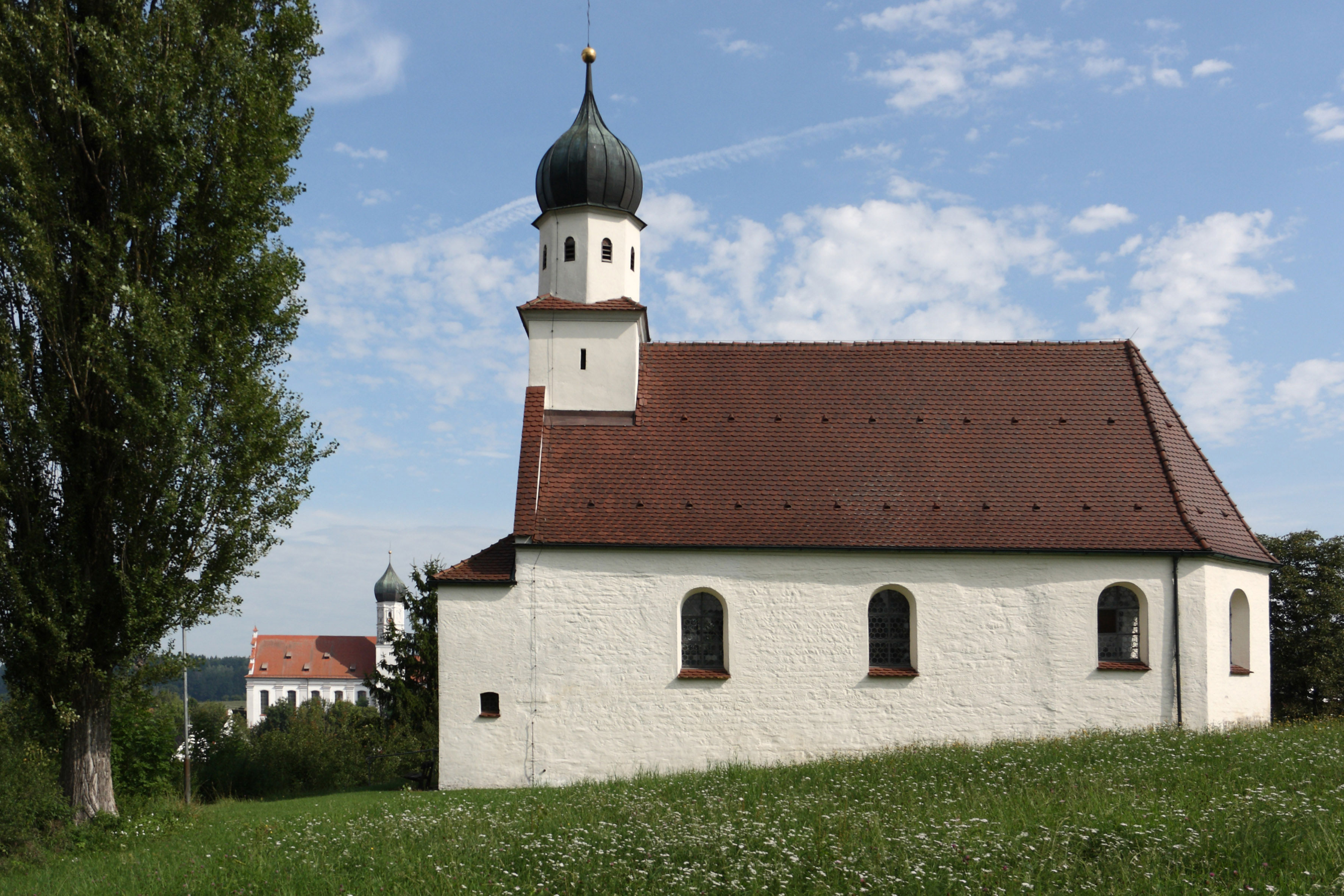
St. Michael in Edelstetten

Die römisch-katholische Kapelle St. Michael ist die  ursprüngliche Pfarrkirche von Edelstetten, einem Ortsteil des Marktes Neuburg an der Kammel im schwäbischen Landkreis Günzburg in Bayern. Das denkmalgeschützte Bauwerk ist  in der Liste der Baudenkmäler in Neuburg an der Kammel unter der Nr. D-7-74-162-16 eingetragen.

## Beschreibung
Das im Kern romanische Langhaus der Saalkirche wurde im 12. Jahrhundert errichtet, der Chor mit Fünfachtelschluss im Osten im 15. Jahrhundert. Die Kapelle wurde um 1600 umgestaltet. 1736 wurde im Westen eine Vorhalle angebaut und dem Dach wurde ein quadratischer Dachreiter aufgesetzt, auf dessen achteckigem Obergeschoss eine Zwiebelhaube sitzt. Der Innenraum des Langhauses ist mit einer Flachdecke überspannt. An der Brüstung der Empore wurden Fresken angebracht, auf denen die Wappen der Kanonissinen zu erkennen sind. 